# فدریکو باساویلباسو
فدریکو باساویلباسو (انگلیسی: Federico Basavilbaso؛ زادهٔ ۲۴ مارس ۱۹۷۴) بازیکن فوتبال اهل آرژانتین است که در پست هافبک در خط میانی در لیگ برتر فوتبال آرژانتین بازی می‌کند.